# N-310

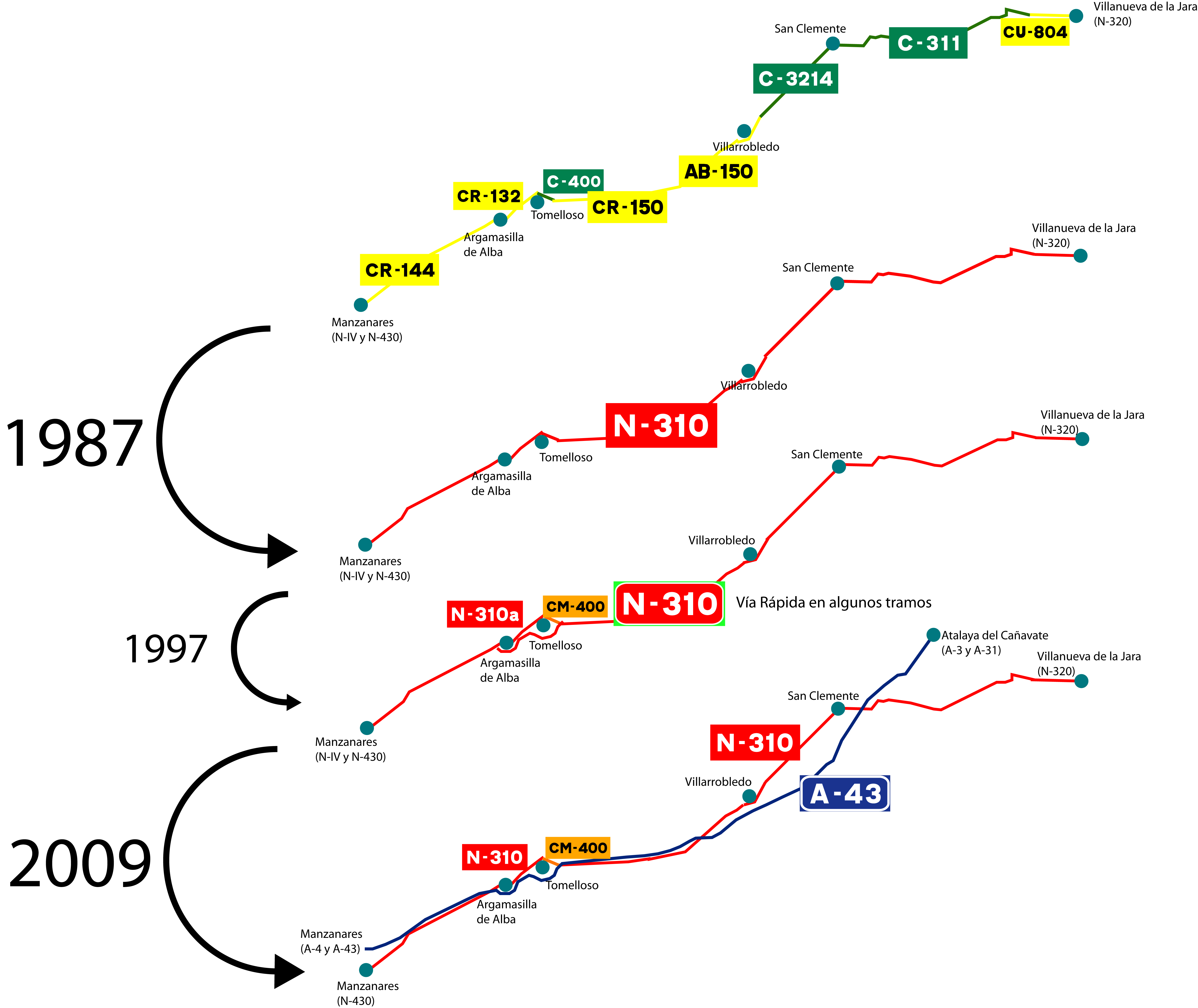
Historia de la formación de la N-310 y la autovía A-43 en el tramo paralelo a esta.

La N-310 es una carretera nacional española que comunica Manzanares y Villanueva de la Jara atravesando las provincias de Ciudad Real, Albacete y Cuenca.

## Recorrido y enlaces importantes
- Provincia de Ciudad Real
  - Manzanares  N-IV   N-430   A-4   A-43 
  - Argamasilla de Alba.
  - Tomelloso  CM-42
- Provincia de Albacete
  - Villarrobledo
- Provincia de Cuenca
  -  N-301 / AP-36 
  - San Clemente  A-43 
  - Sisante  A-31 
  - El Picazo
  - Villanueva de la Jara  CM-220  (antigua  N-320 )

## Historia
Esta nacional surgió en 1987, al recuperar el Estado la titularidad de varias carreteras que en 1984 había traspasado a la Junta de Comunidades de Castilla-La Mancha, y publicar su nuevo catálogo de carreteras:
Los tramos de carretera a partir de los cuales se formó esta vía fueron:
- CR-144  (Argamasilla de Alba-Manzanares): En su totalidad
- CR-132  ( C-400 –Argamasilla de Alba): En su totalidad
- C-400  (Toledo-Albacete): de p.k. 128,5 a 131,5 (El resto es  CM-42 ,  CM-4059 ,  CM-4019 ,  CM-4133  y  CM-400 )
- CR-150  ((Villarrobledo) LP Albacete a Tomelloso): En su totalidad
- AB-150  (Villarrobledo a (Tomelloso) LP Ciudad Real): En su totalidad
- Variante de Villarrobledo: En su totalidad
- C-3214  (Alcaraz-Villarrobledo-La Almarcha): de p.k. 44,1 a 54,9 (el resto es  CM-3133 ,  CM-3119  y  CM-3112 )
- C-311  (San Clemente–Motilla del Palancar): de p.k. 0,0 a 36,4 (el resto es parte de la  CM-3114 )
- CU-804  ( N-320  a  C-311 ): En su totalidad

Unos años más tarde, se construyó la circunvalación de Argamasilla de Alba y Tomelloso, y gran parte de esta carretera se convirtió en Vía Rápida.
Finalmente, en noviembre de 2009, se concluyó la construcción del tramo de autovía  A-43  que va paralelo a esta carretera.
Según el catálogo anteriormente mencionado, el nombre de la carretera es de Ciudad Real a Valencia, por lo que su kilometraje se cuenta desde esta primera ciudad, aunque los hitos kilométricos no aparecen hasta la circunvalación de Manzanares. Desde Ciudad Real a Daimiel coincide con la  N-420   y  N-430 , mientras que desde Daimiel hasta Manzanares solo coincide con esta última. La  A-43 , al llevar aproximadamente el mismo recorrido que esta carretera, lleva también el mismo kilometraje.